# Dedinky
Dedinky (in ungherese Imrikfalva) è un comune della Slovacchia facente parte del distretto di Rožňava, nella regione di Košice.